# Thomas Riggs (Segler)
Thomas Cooper Riggs (* 22. Mai 1903 in London; † 5. Februar 1976 in Blyth) war ein britischer Segler.

## Erfolge
Thomas Riggs nahm zweimal an Olympischen Spielen in der 8-Meter-Klasse teil. Bei den Olympischen Spielen 1924 in Paris gewann er als Crewmitglied der britischen Yacht Emily sogleich die Silbermedaille. Die Emily erreichte als eines von drei Booten das Finale der in Le Havre stattfindenden Regatta und erzielte dort wie das von Louis Charles Breguet angeführte französische Boot Namousse fünf Punkte hinter den Olympiasiegern aus Norwegen auf der Béra, die beide Finalläufe gewannen. Im Stechen um die Silbermedaille setzten sich die Briten schließlich gegen die Namousse durch, womit Riggs und Skipper Ernest Roney ebenso wie die übrigen Crewmitglieder Gordon Fowler, Edwin Jacob und Riggs’ Vater Walter Riggs den zweiten Platz belegten. Vier Jahre darauf kam er in Amsterdam als Crewmitglied der Feo unter Skipper Roney nicht über den siebten Platz hinaus.